# Estrées-en-Chaussée
Pour les articles homonymes, voir Estrées.
Estrées-en-Chaussée est une ancienne commune française située dans le département de la Somme et la région Hauts-de-France. Elle est associée à la commune de Mons depuis 1973.

## Toponymie
Estrées est attesté sous les formes Strata… ; Estrées en 1148 ; Estrees in calceia en 1296 ; Estrée-en-le-Cauchie en 1519 ; Estrée-en-Cauchye en 1567 ; Estrée en 1573 ; Estrée-en-Cauchie en 1733 ; Estré-en-Cauchy en 1753 ; Etrée en 1757 ; Estré-en-Cauchie en 1764 ; Estrées-en-Chaussée en 1771.

Estrée, première partie du nom de la commune, est un mot d'ancien français, issu du latin strata (via), qui désignait une « voie couverte de pierres plates », par opposition à rupta (via) > route. Il s'est conservé dans la plupart des langues romanes (cf. l'italien et le roumain strada) et a été emprunté par le germanique (cf. l'anglais street, l'allemand Straße et le néerlandais straat). Le mot estrée a disparu du français à la fin du Moyen Âge, mais il demeure dans un grand nombre de toponymes, particulièrement dans le Nord de la France, signalant la proximité d'une voie romaine. Ici, cette voie est la chaussée Brunehaut, appelée aujourd'hui D 1029 dans les environs, ce qui justifie la terminaison des noms des deux anciennes communes qui se sont rassemblées : Estrées-en-Chaussée et Mons-en-Chaussée.

## Histoire
Le 1er janvier 1973, la commune d'Estrées-en-Chaussée est rattachée sous le régime de la fusion-association à celle de Mons-en-Chaussée qui devient Estrées-Mons.

## Politique et administration
| Période                                  | Période  | Identité         | Étiquette | Qualité |
| ---------------------------------------- | -------- | ---------------- | --------- | ------- |
|                                          | En cours | Jean-luc SAUVAGE |           |         |
| Les données manquantes sont à compléter. |          |                  |           |         |

## Démographie
| 1793 | 1800 | 1806 | 1821 | 1831 | 1836 | 1841 | 1846 |
| ---- | ---- | ---- | ---- | ---- | ---- | ---- | ---- |
| 88   | 106  | 99   | 101  | 118  | 121  | 112  | 107  |

| 1851 | 1856 | 1861 | 1866 | 1872 | 1876 | 1881 | 1886 |
| ---- | ---- | ---- | ---- | ---- | ---- | ---- | ---- |
| 115  | 108  | 108  | 94   | 96   | 103  | 104  | 91   |

| 1891 | 1896 | 1901 | 1906 | 1911 | 1921 | 1926 | 1931 |
| ---- | ---- | ---- | ---- | ---- | ---- | ---- | ---- |
| 86   | 95   | 93   | 95   | 82   | 88   | 114  | 107  |

| 1936 | 1946 | 1954 | 1962 | 1968 | - | - | - |
| ---- | ---- | ---- | ---- | ---- | - | - | - |
| 77   | 63   | 96   | 49   | 77   | - | - | - |

## Lieux et monuments
- Chapelle, reconstruite après la Grande Guerre[6]
- Monument aux morts